# Cerkiew Podwyższenia Krzyża Pańskiego w Wereszynie
Cerkiew Podwyższenia Krzyża Pańskiego – unicka, następnie prawosławna cerkiew w Wereszynie, wzniesiona w 1826 i zniszczona w 1938 podczas akcji polonizacyjno-rewindykacyjnej.

## Historia
Moment wzniesienia w Wereszynie pierwszej cerkwi prawosławnej lub unickiej oraz jej fundator nie jest ustalony. Budowla z pewnością istniała na początku XIX w., gdy była filią parafii unickiej w Wiszniowie. Nową drewnianą świątynię zbudowano w Wereszynie w 1826. Była to budowla drewniana kryta dachem stożkowym. Do 1875 była to świątynia unicka, po likwidacji unickiej diecezji chełmskiej – prawosławna.

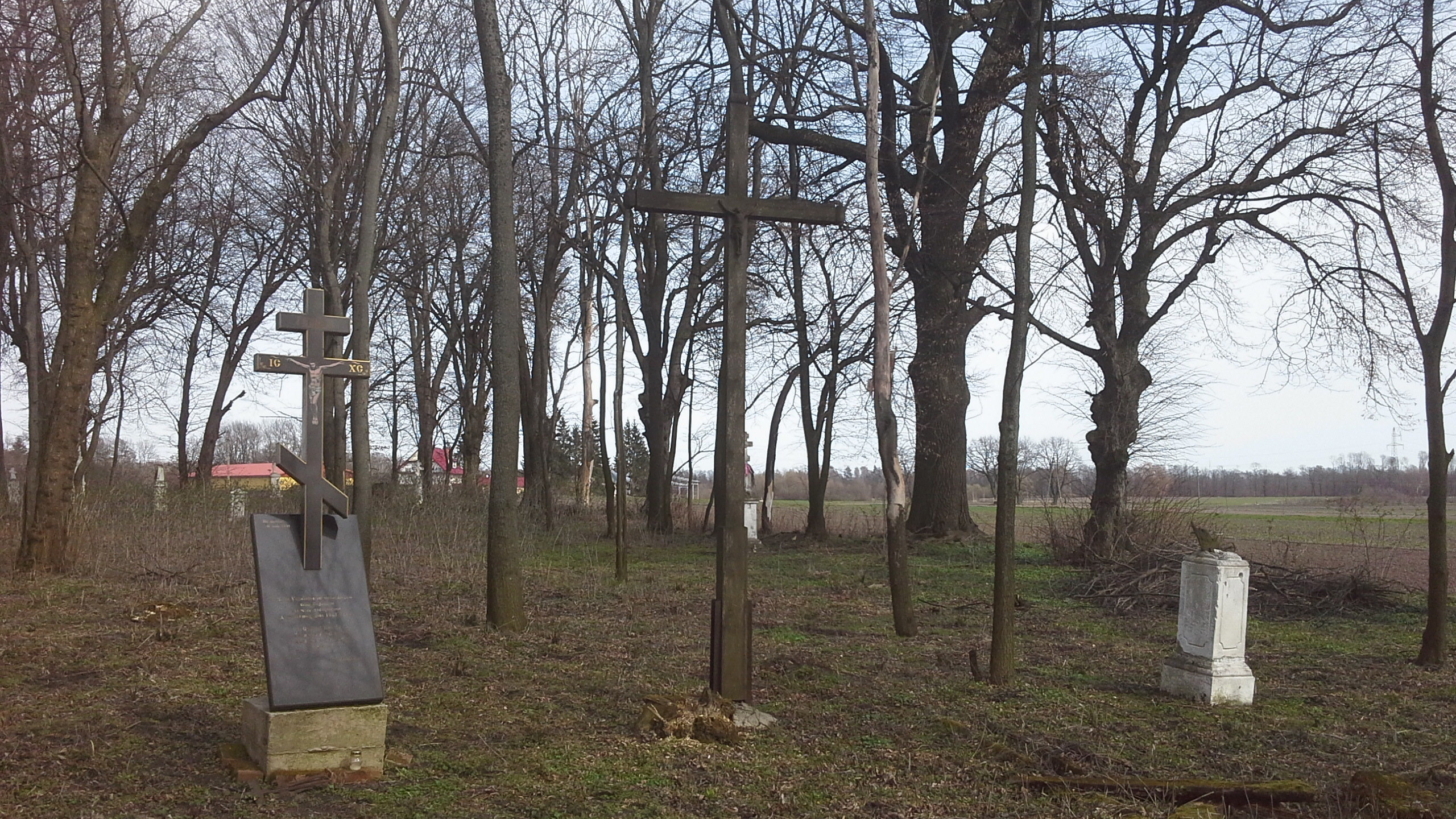
Krzyż na miejscu zburzonej cerkwi

Cerkiew została zburzona w czasie akcji polonizacyjno-rewindykacyjnej 7 lipca 1938, mimo protestów miejscowej ludności ukraińskiej i prawosławnej, stanowiącej w okresie międzywojennym zdecydowaną większość mieszkańców wsi. W Wereszynie zachował się jedynie cmentarz prawosławny, użytkowany do końca II wojny światowej i wysiedlenia Ukraińców. 
W 2015 w dniu święta Podwyższenia Krzyża Pańskiego na miejscu zburzonej cerkwi odprawiona została Święta Liturgia.